# Медведько Андрій Олександрович
Андрій Олександрович Медведько (нар. 27 вересня 1989) — український громадський діяч, доброволець, член ГО «Спілка ветеранів війни з Росією», кандидат у депутати Київради за 35-м округом 2014 року, один із головних підозрюваних по «справі вбивства Бузини». Член громадської ради НАБУ (2019-2020). Медведько був учасником організації С14. 

## Життєпис
Народився 27 вересня 1989 року в Києві. Батько Олександр Олександрович Медведько — водій автокрану, мати Ірина Борисівна — педагог у дитсадку.
2011 закінчив географічний факультет КНУ ім. Шевченка, працював у будівельній компанії «Капітал Спецресурс», спочатку як помічник директора, а потім — як керівник транспортного відділу.
З 30 вересня 2019-го — член Ради громадського контролю Національного антикорупційного бюро України.

### Громадська діяльність
З чотирнадцяти років Медведько брав активну участь у політичному житті міста і країни.

### Боротьба проти незаконних забудов
2007 долучився до руху «Збережи старий Київ», брав участь у низці кампаній проти незаконних забудов по всьому Києву, зокрема:
- захист скверу, вул. Прорізна та на Пейзажній алеї
- замок Барона на Золотих Воротах
- пам'ятка архітектури на Малій Житомирській
- захист від рейдерів Гостиного двору,
- Печерський Бастіон
- рейдерська атака на помешкання Ніни Москаленко.

### Футбольний турнір для школярів
2011 року Медведько організовує в Києві «Кубок Молодого Футболу», що пізніше стає всеукраїнським. Мета змагання — пропаганда здорового способу життя серед молоді.

### Сніговий колапс (2013)
Під час снігового колапсу в березні 2013 року організовує службу волонтерів «Рятуй Київ без Попова». Сотні волонтерів під керівництвом Медведька чистять під'їзди до лікарень та станцій швидкої допомоги, витягують людей з заметів на Житомирській трасі.

### Затримання нападників на громадських активістів
У травні 2013 року відбувся ряд нападів на громадських активістів. Людей вистежували біля їхніх будинків і жорстоко били. Намагалися напасти і на Медведька, але завдяки допомозі друзів злочинців вдалося затримати. За даними Активістів, до нападів були причетними співробітники міліції.

### Політична діяльність
Улітку 2013 стає виконувачем обов'язків голови Печерської районної організації ВО «Свобода». Наприкінці 2013 року був активним учасником Майдану та замкомендантом Київради. У травні 2014 року балотувався як кандидат до Київради по 35-му виборчому округу. Зайняв на виборах третє місце.

### Участь вАТО
Після виборів вступив до лав добровольчого батальйону особливого призначення «Київ-2», де ніс службу до січня 2015 року. Після цього перевівся до батальйону «Гарпун».
'

## Справа вбивства Олеся Бузини
16 квітня 2015 року біля свого будинку було вбито журналіста Олеся Бузину. Зловмисники втекли на автомобілі, згодом покинувши його на одній із вулиць Києва.
18 червня міністр МВС Арсен Аваков до вироку суду оголосив винними у вбивстві Бузини двох активістів — Андрія Медведька та Дениса Поліщука. На суді, що відбувся того ж дня, Медведьку та Поліщуку обрали два місяці тримання в СІЗО як запобіжний захід..
Свідки обвинувачення плуталися в показах щодо опису вбивць та їх транспортного засобу. Свідків захисту, що бачили справжніх убивць, створили фотороботи та дали свідчення міліції, суд заслухати відмовився. Головною підставою затримання хлопців став тест ДНК з речей, які знайшли поряд із місцем злочину. За версією захисту, речі могли бути викрадені міліцією раніше, оскільки до цього у активістів були пограбування.
Основним доказом експертизи ДНК стала жувальна гумка матері Медведька. У справі зазначено, що генетичні матеріали хлопців та «змиви» з ручок машини вбивць не збігаються. Апеляційний суд відмовив у звільненні Медведька з-під варти.
25 березня 2016 року суд відпустив Андрія Медведька під особисте зобов'язання.

## «Свободу патріотам»
Пройшло багато мітингів на підтримку в'язнів. Депутати, що виступають у підтримку хлопців одягнули на засідання Верховної Ради футболки із зображеннями Медведька та Поліщука, в тому числі Ігор Луценко, Ігор Мосійчук, Борис Філатов, Андрій Іллєнко та Володимир Парасюк[джерело?]. Загальна кількість депутатів у футболках перевищувала два десятки. Після цього розпочався флешмоб з футболками, який підтримали багато зірок та гуртів, таких як: Kozak System, Друга Ріка, Гайдамаки, Тінь Сонця, Кому Вниз, Сокира Перуна, Ірена Карпа, Тартак, Мандри (гурт), Нумер 482 та багато інших.
8 серпня 2015 у Києві під стінами СІЗО відбувся концерт за участю відомих виконавців на підтримку підозрюваних. Згодом запобіжний захід змінено на домашній арешт.